# جون إبراهام
جون إبراهام (بالإنجليزية: John Abraham)‏ (و. 1978  م) هو لاعب كرة قدم أمريكية، من الولايات المتحدة، يلعب كطرف دفاعي ‏.

## التعليم
تعلم في جامعة كارولاينا الجنوبية.

## روابط خارجية
- جون إبراهام على موقع مرجع كرة القدم المحترفة.كوم (الإنجليزية)